# Casse-croûte au Québec

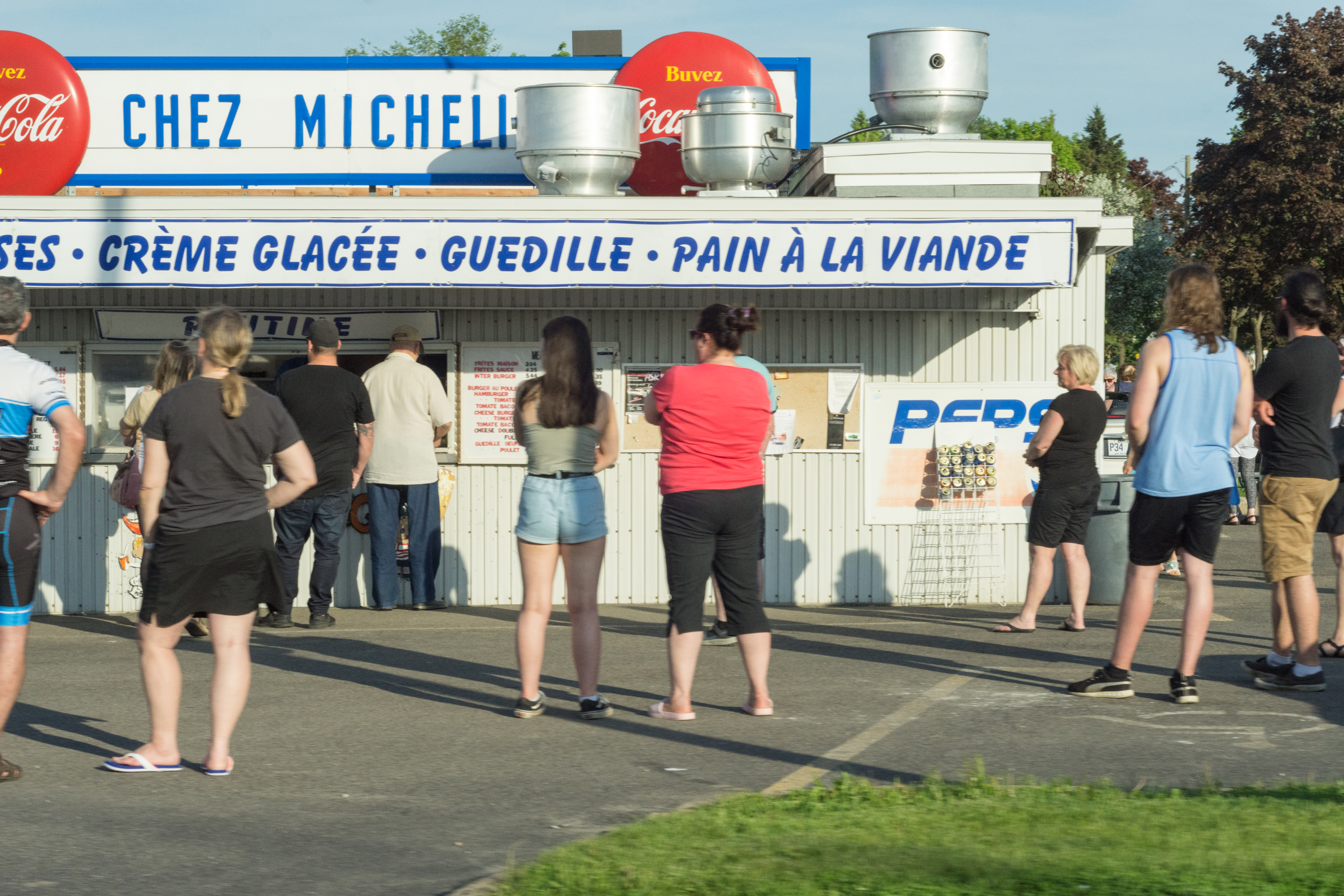
Casse-croûte Chez Micheline à Saint-Augustin-de-Desmaures

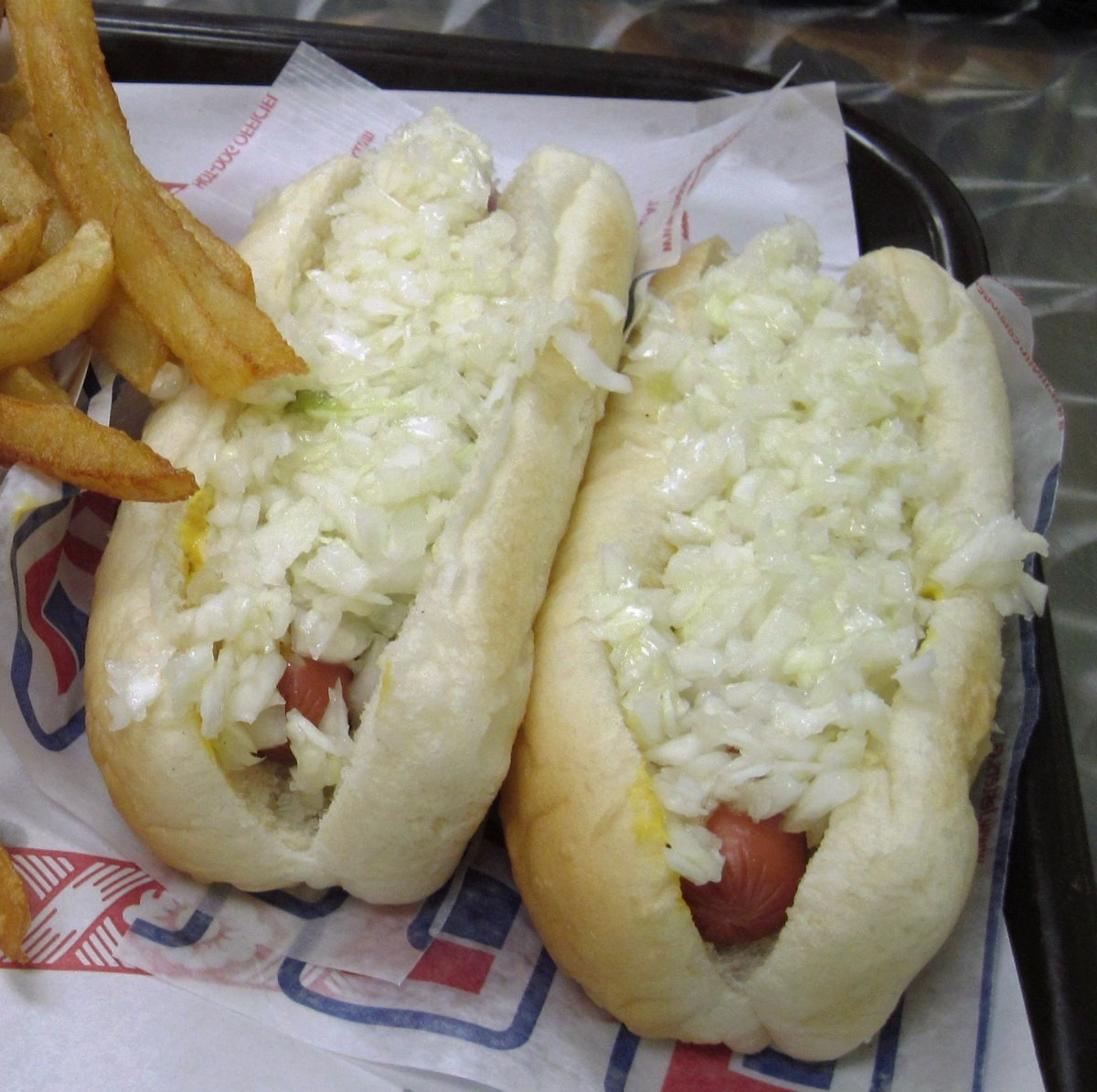
Un hot-dog de Montréal ou « steamé » avec frites au Montreal Pool Room

Un casse-croûte au Québec est un snack-bar vendant de la restauration rapide.
Au Québec, le concept est né à la fin du 19e siècle. Les travailleurs qui ne pouvaient pas rentrer chez eux pendant la journée préparaient des repas simples à proximité de leur lieu de travail. Au fil des années, le concept est devenu plus populaire et les entreprises ont commencé à le développer.
Le terme « casse-croûte » est officiellement proposé par l'Office québécois de la langue française dans les années 1980.
Ces établissements préparent et vendent traditionnellement des plats québécois standards comme les frites, la poutine, les hot dogs, les hot-dogs michigan, les hamburgers, les guédilles, les pogos et les boissons gazeuses,. Il existe également des variations régionales, surtout ces dernières années.
À partir des années 1980, la popularité de ces commerces a commencé à décliner, une des raisons étant la volonté des Québécois de manger plus sainement. 1433 casse-croûtes sont répertoriés par le ministère de l’Agriculture, des Pêcheries et de l’Alimentation du Québec en 2016,.
Le film documentaire Esprit de cantine de Nicolas Paquet explore le monde des casse-croûtes québécois.

## L'émergence des casse-croûtes québécois

### L’avènement des casse-croûtes «snack bars» au Québec
Bien qu’il y ait déjà des restaurants, au début des années 1900, c’est surtout à partir des années 1930 que les cantines et patateries se développeront au Québec. Cependant, quand nous tentons de nous arrêter sur les restaurants rapides au Québec durant la première moitié du 20e siècle, nous nous retrouvons avec peu d’études sur le sujet. En effet, très peu d’historiens se sont attardés à la gastronomie comme « industrie culturelle » du Québec. Mise à part les quelques établissements à Montréal, on constate que le "restaurant québécois" est quasi absent. » Toutefois, « durant les premières années du 20e siècle, le Québec voit en ses villes l’émergence de petites bâtisses près des lieux de marchés ou plus industriels. Ces « Pork and Beans » ou Binerie comme nous les appelons en français servaient des « repas à la minute » aux bourses les plus démunies et le milieu ouvrier. En parallèle des quelques établissements permanents, la grande majorité des cantines qui furent développées durant l’ère industrielle était trainée par des chevaux. Dans les années 1940, il est estimé que ce n’est pas moins de 200 cantines mobiles qui parcourent les rues de Montréal. Toutefois, en 1947, ce système de « roulotte à patate » est aboli pour des questions d’hygiène au profit des casse-croûtes statique, nous précise Gwenaëlle Reyt.
En activité parallèle des cantines mobiles, les casse-croûtes, les bineries et les « greasy spoon » fortement inspirés des États-Unis se sont multiplié dans la région montréalaise durant les années 1930-1940. C’est notamment le cas de la Binerie Mont-Royal en 1938. Alors que dans ces établissements, plusieurs repas dits traditionnels étaient servis tels que de la soupe aux pois, du ragoût de boulettes ou encore de la tourtière, « […] le restaurant-minute, était aussi roi, tant avec les hot-dogs que les hamburgers et éventuellement, dans les années 1950, avec l’invention de la poutine.»
Durant le 20e siècle, on assiste au cœur de la cuisine québécoise à une modification et à une montée importante du sucre, bien que déjà présent. Dans son mémoire de maîtrise, Caroline Coulombe affirme, par le biais d’Harvey Levenstein, l’influence des États-Unis dans l’image du « American Sweet Tooth ». Avec cette expression, il est laissé entendre que l’Amérique du Nord et ses habitants seraient, au même titre que les Anglais, les plus grands admirateurs de sucre au monde. Il nous faut toutefois soulever la forte présence de l’érable à sucre, exploité depuis longtemps sur le territoire du Québec. Ainsi, il semble juste d’affirmer que la popularité des sodas, des « milkshakes » et d’autres nourritures du genre disponible dans les « snack bar » aux États-Unis a fini par arriver jusqu’au Québec et influencer sa culture alimentaire : « Siroter une limonade était peut-être un rafraîchissement idéal vers 1920, mais en 1954, la mode est changée. Aujourd'hui, on sirote des sodas ».
Durant les années 1960 et même avant cela, les habitudes culinaires sont grandement modifiées par plusieurs facteurs. Durant la seconde moitié du 20e siècle, le Québec s’ouvre sur le monde grâce à Exposition 67 à Montréal. Avec la hausse des voyages à travers le monde, mais aussi l’expansion des banlieues, de nouvelles options culinaires sont alors offertes aux gens telles qu’une cuisine multiculturelle, des régimes multiples, des repas individuels et enfin, des chaînes de restaurations rapides. Terre des Hommes, le nom donné au thème de l’Exposition universelle proposa environ 150 restaurants et casse-croûtes. L’objectif, nourrir au minimum 20 000 visiteurs par jour, sept jours sur sept, et ce, pendant six mois.
C’est plus précisément à partir des années 1960-1970 que le nombre de casse-croûtes monte en flèche. En parallèle, la presse investit de plus en plus les journaux afin de promouvoir ce nouveau modèle de consommation. Ainsi, de 1960 jusqu’au début des années 2000, bon nombre de publicité à propos d’ouverture de casse-croûte verront le jour dans diverses régions du Québec. Des régions comme l’Estrie, Chaudière-Appalaches, les Laurentides et la Montérégie sont toutes touchées par la popularité des casse-croûtes à l’américaine. Toutefois, nous pouvons noter que selon les régions l’émergence de ces restaurants rapides ne se fait pas dans les mêmes décennies.

#### En Estrie
Dans les Cantons-de-l’Est, les journaux The Daily Record et The Record publicisent le Pat’s Snack Bar et le Jerry’s Snack Bar dès le début des années 1960. En 1991, le Bud’s Snack Bar est indiqué comme étant un vrai phénomène de popularité dont « les clients reviennent chaque printemps.» .  Ajoutons aussi que toutes ces cantines sont situées dans des zones anglophones telles que Lennoxville ou Richmond.

#### Dans les Laurentides
Dans les Laurentides, c’est plutôt dans les années 1990 que nous pouvons voir plusieurs petites publicité et projet de casse-croûtes.

#### En Montérégie
En Montérégie, des endroits comme Le Lutin qui rit en 1962, le Roy Jucep en 1964 et Chez Ashton en 1969, sont tout particulièrement en vogue, surtout dans les années 1970 avec les patateries.

### Le «rêve américain» vs la culture alimentaire canadienne-française / québécoise
Aux États-Unis, les premiers pionniers du monde de la restauration rapide sont attestés dès la première décennie du 20e siècle. Le courant industriel et d’urbanisation engendre la création de service de distribution de nourrir comme des cafétérias, des buffets, des « luncheonette » des « takeout stands » et bien plus. Les chaînes de restaurations rapides sont dans la continuité de ce mouvement dans les années 1920. L’objectif est de proposer à l’instar des restaurants réguliers, un menu simple et à faible coût proposant des sandwichs, des hamburgers, des hot-dogs, de la pizza, mais aussi des breuvages et des desserts. Des franchises qui seront populaires plus tard dans le reste du monde comme McDonald’s en 1940, Kentucky Fried Chicken en 1952, Burger King en 1953 voient également le jour. Tous, s’ancrent dans la poussée du tourisme et de l’automobile. Gagnant un sentiment d’indépendance avec la démocratisation de la voiture, la population américaine aime consommer des repas dans leur voiture grâce au drive-in.
Faisant aussi partie « d’un grand tout nord-américain », le Québec est constamment soumis aux influences culturelles d’ailleurs, dont celle des États-Unis. Les médias de masse, les catalogues et les magazines, mais aussi, tout comme au sud, l’essor de l’automobile et les déplacements accélèrent les échanges et l’acculturation culinaire. À mesure que le 20e siècle avance, le mode de vie américain est de plus en plus affirmé par le Québec au même titre que d’autres domaines de sa culture. La restauration rapide répond à trois principales demandes de ses sociétés : efficacité, facilité d’exécution et recherche du plaisir. Cependant, cette mouvance culturelle n’est pas simplement grâce ou à cause des États-Unis, le monde culinaire du Québec est aussi influencé par les colonisateurs anglo-saxons et n’est donc pas juste lié à l’ « American Way of Life ». Toutefois, Coulombe affirme que le Québec est, au 20e siècle, branché à la modernité américaine par les changements alimentaires durant les années 1940-1950. Les pommes de terre frites, la crème glacée , les laits frappés et boissons gazeuses, le beurre d'arachide, le hamburger et le poulet rôti sont les principales nouveautés dans le garde-manger québécois, explique l’auteur. Comme chez les voisins du sud, l’automobile et le tourisme « ramènent une plus grande sensibilité à la culture américaine et des idées nouvelles pour alimenter leurs aspirations matérielles. Pour cette couche de la population en ascension sociale, le mode de vie américain prend valeur de symbole désirable. » Ainsi, les casse-croûtes, les fontaines-sodas et les barbecues ont sans aucun doute attisé l’intérêt des voyageurs.

#### Taux de consommation dans les casse-croutes au 20e siècle
Enfin, il semble difficile d’établir avec précision la proportion de consommation de cette nourriture de casse-croûtes dans le Québec du 20e siècle. Toutefois, l'augmentation en nombre de ces établissements laisse entrevoir un désir gustatif de plus en plus important pour cette alimentation américaine. En février 1997, un rapport de la Direction de la recherche et du développement de Tourisme Québec inscrivait le nombre de 3 126 casse-croûtes émis d’un permis. En novembre 1998, ce chiffre passe à 3 998 casse-croûtes. Enfin, en 1999, le total de détenteur de permis descendit à 2 751. Ce nombre traduit la baisse de popularité et le désir pour le peuple québécois de « manger plus sainement ».

## Sources
- Bibliothèque et Archives nationales du Québec (BAnQ), 0005778588, Collection de BAnQ, L’oie blanche : Côte-de-Sud, vol. 1, no. 1, 12 août 1985,32 p., https://collections.banq.qc.ca/ark:/52327/3302473.
- Bibliothèque et Archives nationales du Québec (BAnQ), Collection de BAnQ, L’oie blanche : Côte-de-Sud, cahier 2, vol. 1, no. 16 , 2 juin 1986, 20 p., https://collections.banq.qc.ca/ark:/52327/3302473.
- Bibliothèque et Archives nationales du Québec (BAnQ), Collection de BAnQ, L’oie blanche : Côte-de-Sud, vol. 7, no. 24, 14 juin 1992, 44 p., https://collections.banq.qc.ca/ark:/52327/3302473.
- Bibliothèque et Archives nationales du Québec (BAnQ), Dépôt des publications numériques, 0006307067, Collection de BAnQ, Le sentier : journal communautaire de St-Hippolyte, vol. 5, no. 8, octobre 1987, 8 p., https://collections.banq.qc.ca/ark:/52327/4060989.
- Bibliothèque et Archives nationales du Québec (BAnQ), 0006307067, Dépôt des publications numériques, Collection de BAnQ, Le sentier : journal communautaire de St-Hippolyte, vol. 13, no. 6, août 1995, 8 p., https://collections.banq.qc.ca/ark:/52327/4060989.
- Bibliothèque et Archives nationales du Québec (BAnQ), 0005274927, Collection de BAnQ, Sherbrooke Daily Record du 23 janvier 1960, 12 p., https://collections.banq.qc.ca/ark:/52327/2996069.
- Bibliothèque et Archives nationales du Québec (BAnQ), 0005274927, Collection de BAnQ, Sherbrooke Daily Record du 7 avril 1961, 12 p., https://collections.banq.qc.ca/ark:/52327/2991921.
- Bibliothèque et Archives nationales du Québec (BAnQ), 0005274907, Collection de BAnQ, The Record, cahier B, du 4 avril 1991, 16 p., https://collections.banq.qc.ca/ark:/52327/2947060.
- Bibliothèque et Archives nationales du Québec (BAnQ), 0002976143, Tourisme Québec, « Le tourisme au Québec en 1995 : une réalité économique importante Direction de la recherche et du développement de Tourisme Québec, 1997, 103 p., https://collections.banq.qc.ca/ark:/52327/19968.
- Bibliothèque et Archives nationales du Québec (BAnQ), 0002976143, Tourisme Québec, « Le tourisme au Québec en 1998 : une réalité économique importante », Direction de la recherche et du développement de Tourisme Québec, 2000, 95 p., https://collections.banq.qc.ca/ark:/52327/19968.
- Bibliothèque et Archives nationales du Québec (BAnQ), 0002976143, Tourisme Québec, « Le tourisme au Québec en 1999 : une réalité économique importante », Direction de la recherche et du développement de Tourisme Québec, 2001, 94 p., https://collections.banq.qc.ca/ark:/52327/19968.
- Chevrier, Yolande, Les recettes de ma grand-mère, Montréal, Les éditions Québécor, 2004, 144 p.
- Desloges, Yvon et Michel P. de Courval, À table en Nouvelle-France, Québec, Éditions du Septentrion, 2009, 188 p.
- Parker, Julie, Nouvelle cuisinière canadienne : contenant tout ce qui est nécessaire de savoir dans un ménage, tel que l'achat des diverses sortes de denrées, les recettes les plus nouvelles et les plus simples de préparer les potages, les rotis de toutes espèces, la pâtisserie, les gelées, glaces, sirops, confitures, fruits, sauces, puddings, crêmes et charlottes, poissons, volailles, gibiers, oeufs, légumes, salades, marinades, différentes recettes pour faire diverses sortes de breuvages, liqueurs, etc., etc., Montréal, Presses de Louis Perreault et Cie (4e édition), 1895, 256 p.

## Études
- Coulombe, Caroline, « Un siècle de prescriptions culinaires : continuités et changements dans la cuisine au Québec, 1860-1960 », mémoire de maîtrise (histoire), Université du Québec à Trois-Rivières, 2002, 175 p, Un siècle de prescriptions culinaires : continuités et changements dans la cuisine au Québec, 1860-1960 - Cognitio.
- F. Smith, Andrew, « The Beginning », Fast Food: The Good, the Bad and the Hungry, London, Reaktion Books, 226 p.
- Institut canadien de prospective agroalimentaire, « Dossier POUTINE, Faire reconnaitre la poutine au Patrimoine Culturel Immatériel de l’Humanité de l’UNESCO », ICPA, 2024, 51 p.
- Lachapelle, Guy et al., Le destin américain du Québec : Américanité, américanisation et anti-américanisme, Québec, Presse de l’Université Laval, 2011, 371 p.
- Lamonde, Yvan, « Américanité et américanisation. Essai de mise au point », Globe, Vol. 7, no. 2, 2004, p. 21-29.
- Lebel, Jean-Marie, « Tables d’hier et d’aujourd’hui, deux siècles de restauration à Québec », Cap-aux-Diamants, no. 44, 1996, p. 18-23.
- Plamondon Lalancette, Priscilla, « Histoire de la gastronomie québécoise : l’émergence d’une identité culinaire », mémoire de maîtrise (histoire), Université du Québec à Chicoutimi, 2020, 257 p, Histoire de la gastronomie québécoise : l’émergence d’une identité culinaire.
- Reyt, Gwenaëlle, « Tradition et identité alimentaire : discours médiatiques sur La Binerie Mont-Royal », Communiquer, no. 37, 2023, https://doi.org/10.4000/communiquer.10618.
- Schlosser, Eric, Fast Food Nation: The Dark Side of the All-American Meal, Boston, Houghton Mifflin Harcourt, 2012, 387 p.

## Documents audios, visuels et numériques, sites web
- Babelio, « Moutarde chou », Babelio, Moutarde chou - Emilie Villeneuve - Babelio.
- Madé, Élise, « L’histoire des cantines au Québec : des patateries aux casse-croûtes revisités », Radio-Canada, 2021, L’histoire des cantines au Québec : des patateries aux casse-croûtes revisités | Mordu.
- Efron, Sarah, « Road trip report: A tour of Quebec’s greasy casse-croûtes », The Globe and Mail, 2023, Road trip report: A tour of Quebec’s greasy casse-croûtes - The Globe and Mail.